# 李晟 (医生)
李晟（1974年3月16日—2024年7月19日），浙江温州人，温州医科大学附属第一医院心血管内科主治医师，中国共产党党员。

## 生平
李晟于1996年大学毕业后，到温州医科大学附属第一医院工作。2019年，被授予温州医科大学附属第一医院建院百年“爱岗敬业奖”。
2024年7月19日，李晟在诊室内出诊时被一男子持刀砍伤，随后在医院抢救，同日21时因伤势过重离世。行凶男子则在行凶后跳楼。